# Grupo de control
Un grupo de control es aquel grupo de participantes de una experimentación o estudio científico que no es intervenido y que no recibe tratamiento, con el fin de comparar los resultados con el grupo experimental. Esta es una parte vital de un experimento científico controlado, que permite conocer la factibilidad de la investigación y de esa manera poder realizar un procedimiento validado por la institución donde se llevará a cabo el experimento.

## Concepto y necesidad del grupo de control
Supongamos que mediante un ensayo clínico se desea poner a prueba un nuevo medicamento para decidir si es efectivo o no. La forma más intuitiva de hacerlo sería suministrarlo a un paciente y observar el resultado. Sin embargo, esto puede resultar engañoso. El hecho de que el paciente mejorara no implicaría necesariamente que el medicamento es bueno (y viceversa: si el paciente empeorara no implicaría que el medicamento es malo). ¿Cómo saber si no influyeron otros factores?
Más razonable sería, entonces, tomar un grupo numeroso de personas con el mismo cuadro clínico y administrarles a todas el mismo tratamiento. No obstante, continúa siendo un método engañoso. Incluso si mejorara por ejemplo el setenta por ciento de los pacientes, aun así el medicamento podría ser en realidad malo, porque quizá si no hubiera sido administrado habría mejorado no el setenta sino el noventa por ciento. Y, a la inversa, lo mismo; incluso si sólo mejorara el diez por ciento de los pacientes el medicamento podría ser bueno, porque tal vez si no se hubiera administrado habrían mejorado no el diez sino el tres por ciento.
Para esto se utiliza el grupo de control. El experimento divide a los sujetos de estudio en dos grupos. En uno de ellos ―el grupo experimental― se aplica el tratamiento o factor testeado. En el otro ―el grupo de control― no se aplica el factor testeado. Luego se comparan ambos resultados. Si la proporción de resultados deseados es mayor en el grupo experimental que en el grupo de control, entonces el medicamento es eficiente. Si es igual, es ineficiente. Y si es menor, es contraproducente.
El grupo de control no se utiliza únicamente en medicina. Su uso se expande a todas las ramas de la ciencia donde se quieran evaluar los efectos de cierta variable.

## Implementación en la práctica

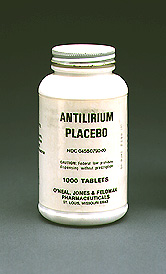
Ejemplo de placebo utilizado en investigación.

En el caso particular de los tratamientos médicos existe lo que se denomina efecto placebo. Este consiste en que un paciente, por factores meramente psicológicos, puede sentirse curado y mostrar ciertas mejorías al creer que se le ha administrado un medicamento verdadero, aunque en realidad este sea falso.
Por lo tanto, en el caso de que el medicamento testeado fuera ineficiente, aún podrían observarse diferencias entre ambos grupos (experimental y de control) debido a este efecto. Para evitar que esto distorsione las conclusiones del ensayo clínico, es importante que el grupo de control reciba un placebo. Y para esto, obviamente, los pacientes del grupo de control no deben ser advertidos de que están recibiendo un placebo en vez del medicamento real. 
Esta técnica se denomina estudio ciego.
Además, tampoco los médicos a cargo de analizar los resultados deben saber qué grupo recibió la droga real, para no caer en la tentación involuntaria e inconsciente de redondear los números según sus prejuicios.
Esta técnica se denomina estudio de doble ciego.
Cuando ni siquiera el estadístico que interpreta los resultados tampoco sabe qué intervención se ha hecho, se denomina estudio de triple ciego.
En cualquier experimentación debe de haber alguien que sí sepa cuál es el grupo que recibió el tratamiento real y cuál el placebo, pero este debe de ser un mero observador que no intervenga directamente en el experimento.